# موزه علمی اینشتین کوچک
موزه علمی اینشتین کوچک (ارمنی: Փոքրիկ Էյնշտեյն գիտության թանգարան; انگلیسی: Little Einstein Science Museum) یک موزه علمی هم‌کنشی در ایروان می‌باشد که شامل ۲۵ نمایشگاه از حوزه‌های مختلف علمی همچون برق، مغناطیس، نورشناسی، فیزیک، مکانیک، علوم طبیعی و غیره می‌شود. این موزه برای کودکان هفت سال و بالاتر می‌باشد. از زمان افتتاح این موزه در سال ۲۰۱۶، بنیانگذاران آن برنامه‌های نمایشگاهی تعاملی و مراکز علمی را نیز سازماندهی نموده‌اند.

## نگارخانه

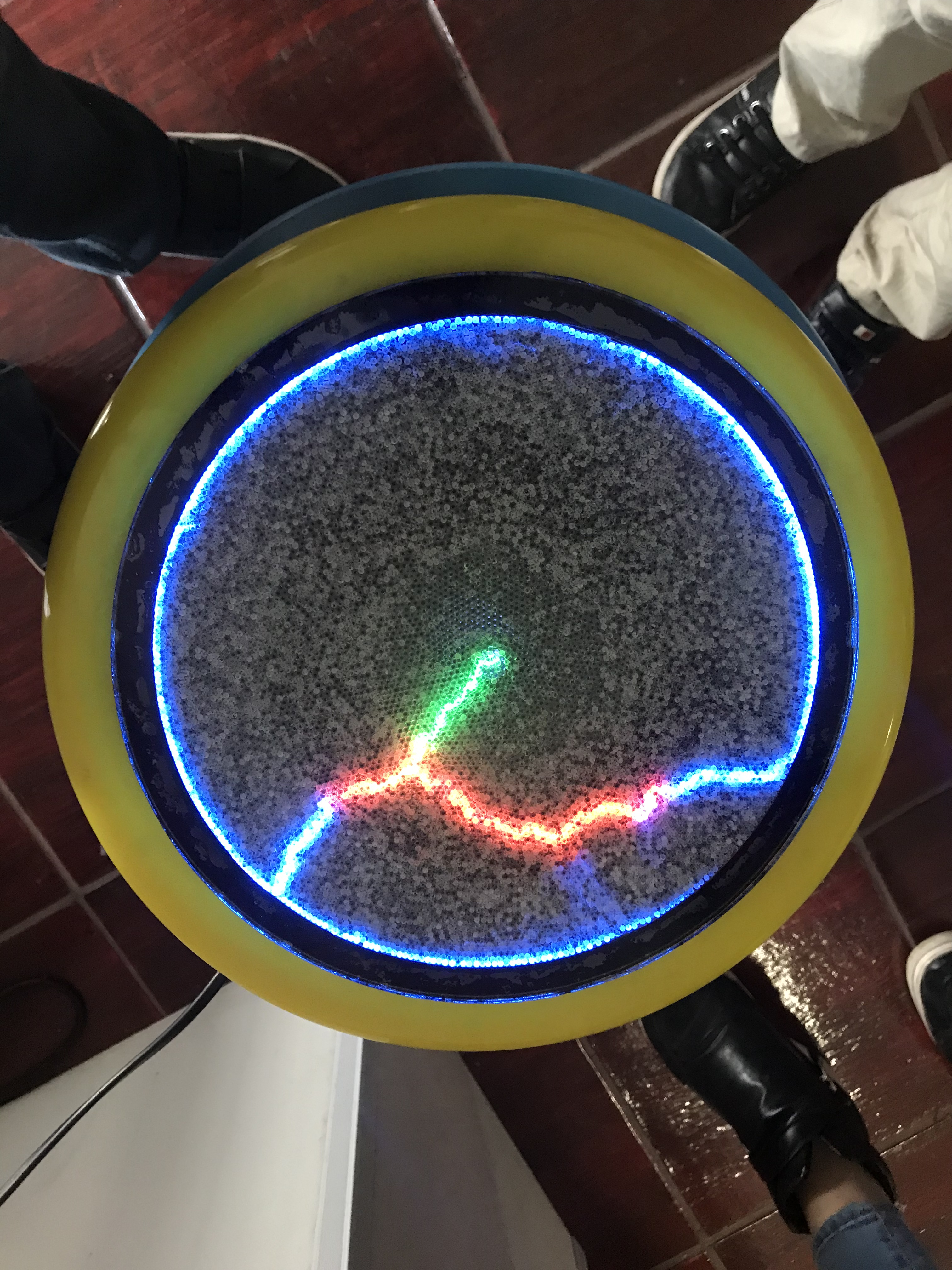
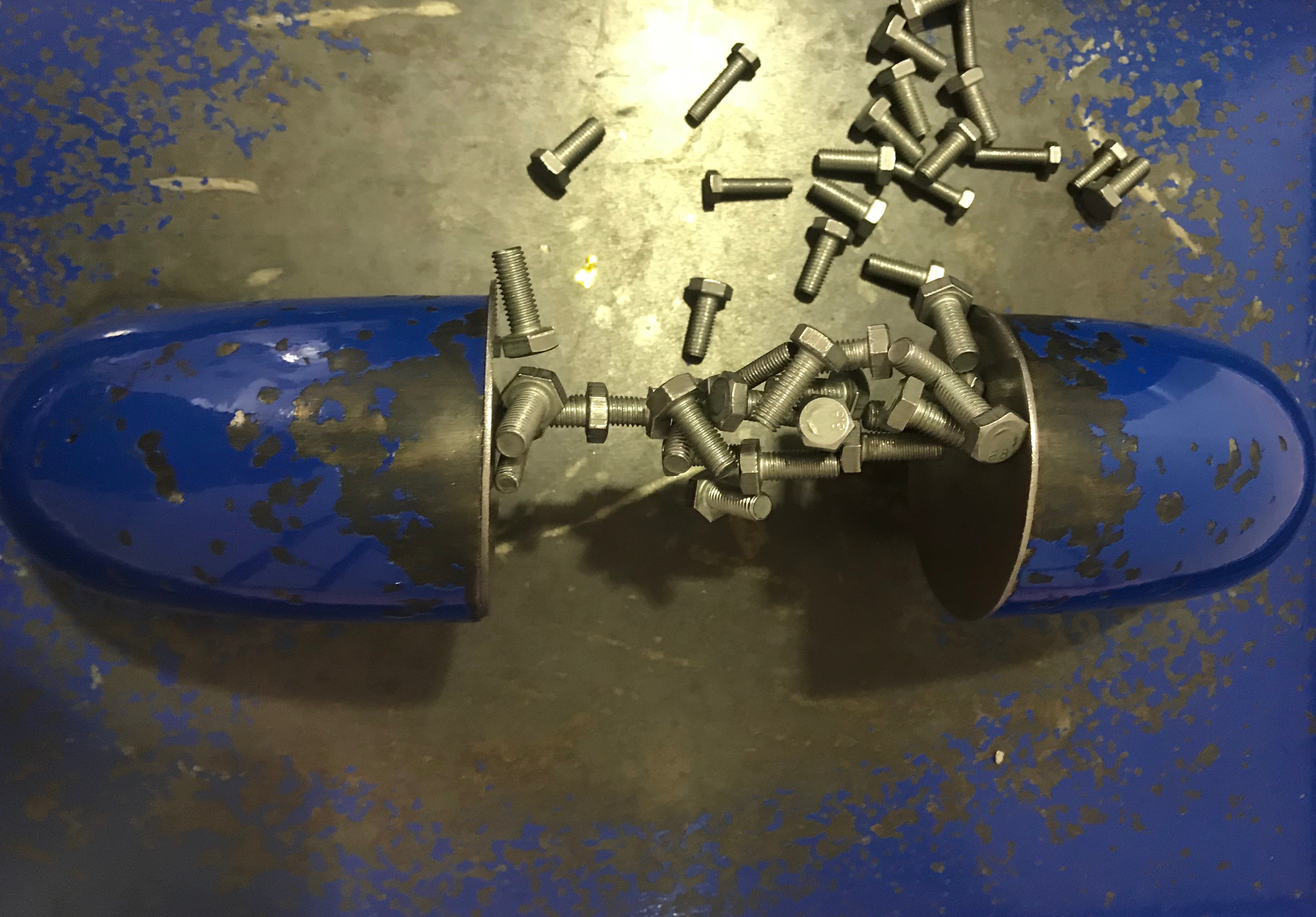
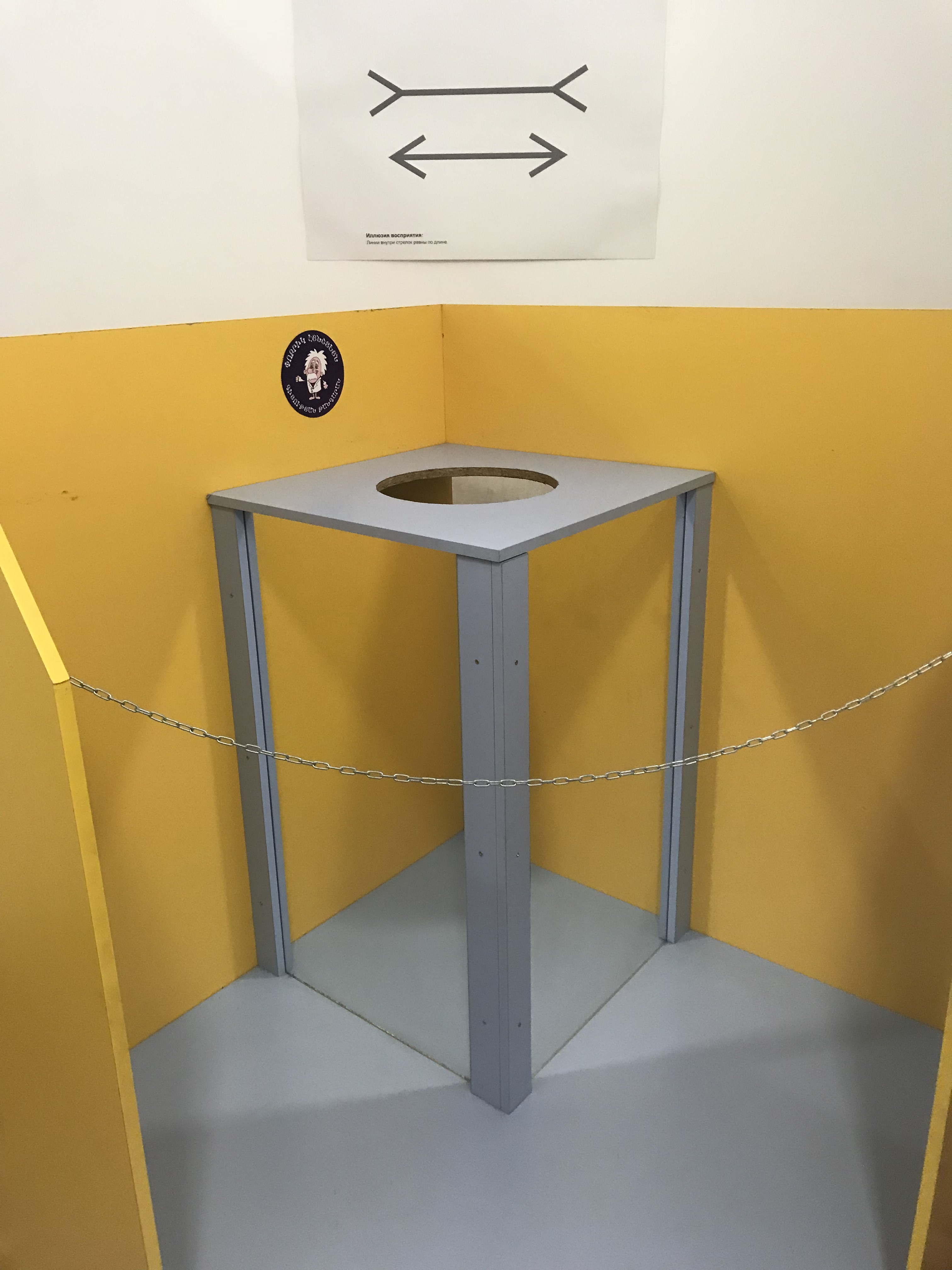
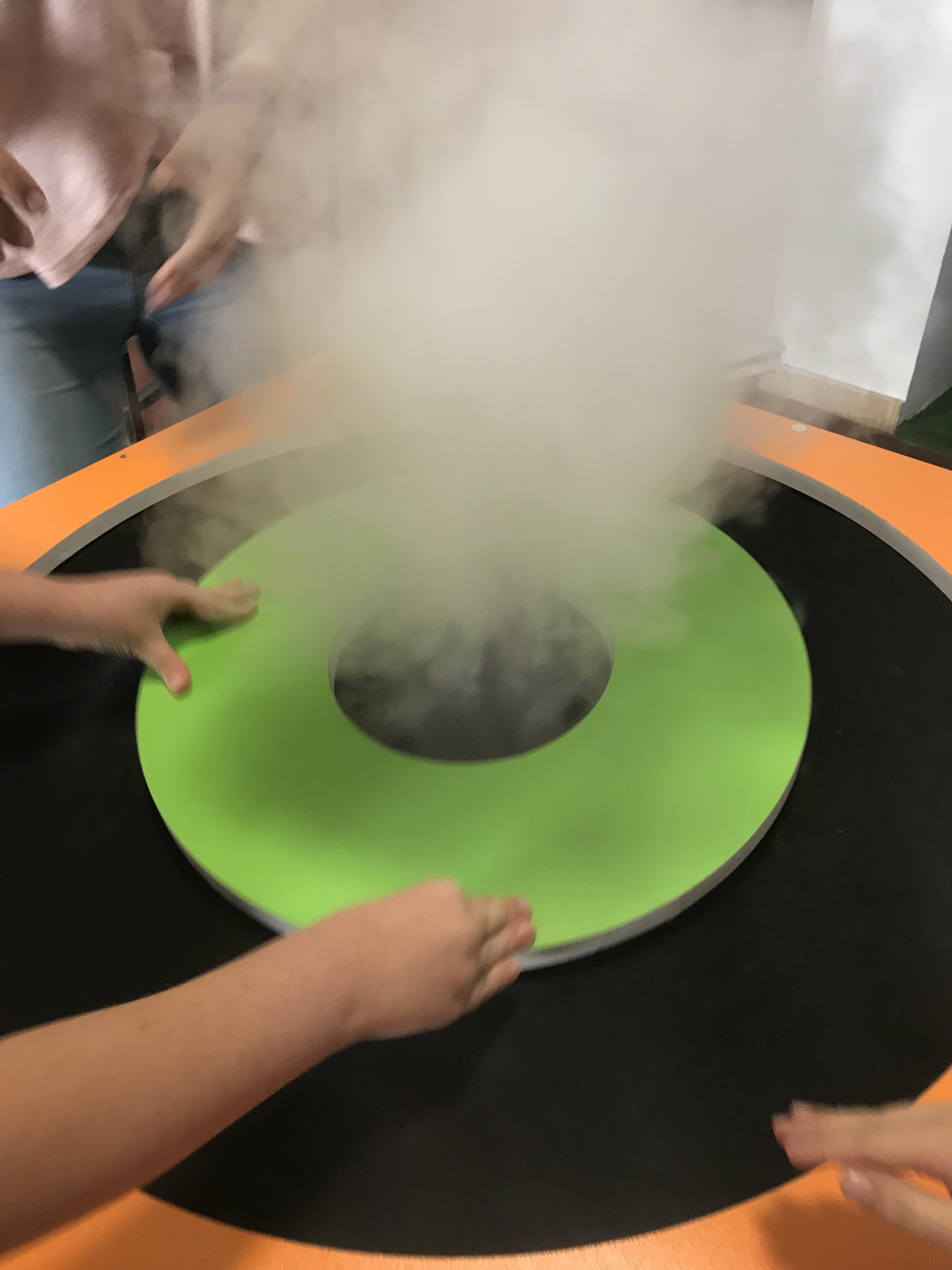